# Moulton (Alabama)
Moulton es una ciudad ubicada en el condado de Lawrence en el estado estadounidense de Alabama. En el censo de 2000, su población era de 3260.

## Demografía
En el 2000 la renta per cápita promedia del hogar era de $ 26.591, y el ingreso promedio para una familia era de 35.195$. El ingreso per cápita para la localidad era de 15.638$. Los hombres tenían un ingreso per cápita de 30.964$ contra 27.339$ para las mujeres.

## Geografía
Moulton está situado en 34°28′56″N 87°17′8″O / 34.48222, -87.28556 (34.482307, -87.285621)
Según la Oficina del Censo de los EE. UU., la ciudad tiene un área total de 5.90 millas cuadradas (15.29 km²).